# Коста Паљиола (Пескара)
Коста Паљиола (итал. Costa Pagliola) је насеље у Италији у округу Пескара, региону Абруцо.
Према процени из 2011. у насељу је живело 16 становника. Насеље се налази на надморској висини од 242 м.